# ダスティン・ブラウン
ダスティン・ブラウン（Dustin Brown, 1984年12月8日 - ） は、ドイツ・ツェレ出身の男子プロテニス選手。2010年まではジャマイカ国籍の選手として出場していたが、同年からドイツに国籍を変更した。身長196cm。右利き、バックハンド・ストロークは両手打ち。ATPワールドツアーではシングルスでは決勝進出はないが、ダブルスで2勝を挙げている。自己最高ランキングはシングルス64位、ダブルス43位。ドレッドヘアーがトレードマーク。

## 選手経歴

### ジュニア時代
ジャマイカ人の父親とドイツ人の母親との間にドイツ・ツェレで生まれる。11歳のときに両親とともにジャマイカ・モンテゴ・ベイへ移住。

### 2002年 プロ転向
2002年からフューチャーズに出場。当時は両親から贈られたキャンピングカーで各地の大会を転戦していた。

### 2003年 デビス杯初出場
4月にデビスカップ・ジャマイカ代表としてデビュー。シングルス4勝、ダブルス3勝と結果を残し、グループIIへの昇格に貢献した。しかしジャマイカテニス協会と衝突を起こして以降、ジャマイカ代表としてはデビスカップに参加していない。7月テニス殿堂選手権（ニューポート、ATP250）でATPツアーデビュー。ここでは1回戦でボブ・ブライアンに敗れている。

### 2007年 フューチャーズ初優勝
2007年にフューチャーズ初優勝。2008年に2度目の優勝を飾る。

### 2009年 チャレンジャー初優勝
2009年にはフューチャーズで3勝目を挙げ、8月にはサマルカンド・チャレンジャー（ウズベキスタン）でATPチャレンジャーツアー初優勝を遂げる。
またカールスルーエ（ドイツ）、アルマトイ（カザフスタン）、エッケンタール（ドイツ）、アーヘン（ドイツ）のチャレンジャー4大会で決勝へ進出した。2009年末時点で世界ランキングは144位に到達。

### 2010年 ツアーダブルス初優勝
2010年ウィンブルドン選手権男子シングルスで予選を勝ち上がり、初めてグランドスラム本戦に出場。1回戦で第16シードのユルゲン・メルツァーに敗れた。
全米オープンでは1回戦でルベン・ラミレス・イダルゴに6-4, 7-6(6), 7-5で勝利しグランドスラム初勝利をあげる。2回戦で世界ランク4位のアンディ・マリーに5-7, 3-6, 0-6で敗れた。
9月のモゼール・オープンのダブルスではロヒール・ワッセンと組み、決勝でマルセロ・メロ/ブルーノ・ソアレス組を破り、ツアー初優勝を果たした。10月から国籍をドイツに変更した。

### 2011年 全仏ダブルス3回戦進出
2011年全仏オープン男子ダブルスではミヒャエル・コールマンと組んで3回戦まで進出。

### 2012年 ツアーダブルス2勝目
2012年ハサン2世グランプリのダブルスではポール・ハンリーと組んで、決勝でダニエレ・ブラッチャーリ/ファビオ・フォニーニ組を破り、ツアー2勝目を挙げた。この年はオープン13とオーストリア・オープンでも準優勝した。

### 2013年 グランドスラム3回戦進出
2013年ウィンブルドン選手権男子シングルスでは予選から勝ち上がり、1回戦でギリェルモ・ガルシア＝ロペスを、2回戦では元世界ランク1位のレイトン・ヒューイットを6-4, 6-4, 6-7(3), 6-2で破り、自身初のグランドスラム3回戦進出を果たす。3回戦でアドリアン・マナリノに4-6, 2-6, 5-7で敗れた。
2014年ゲリー・ウェバー・オープンでは2回戦で当時世界ランク1位のラファエル・ナダルを6-4, 6-1で破る番狂わせを演じた。

### 2015年 ウィンブルドンでナダル撃破
ブラウンは2015年ウィンブルドン選手権2回戦でもナダルを7-5, 3-6, 6-4, 6-4で破る番狂わせを演じた。ブラウンとナダルの対戦成績は2017年10月1日現在、ブラウンが2勝0敗で勝ち越している。ウィンブルドン選手権ではナダルに勝利後、3回戦で第22シードのビクトル・トロイツキに4-6, 6-7(3), 6-4, 3-6で敗れた。

### 2016年 ツアー初のベスト4
2016年南フランス・オープンでは自身初のツアーシングルスベスト4に進出するも、世界ランク10位のリシャール・ガスケに敗れた。

## ATPツアー決勝進出結果

### ダブルス: 6回（2勝4敗）
| 結果   | No. | 決勝日        | 大会           | サーフェス    | パートナー                       | 対戦相手                                      | スコア               |
| ------ | --- | ------------- | -------------- | ------------- | -------------------------------- | --------------------------------------------- | -------------------- |
| 優勝   | 1.  | 2010年9月26日 | メス           | ハード (室内) | ロヒール・ワッセン               | マルセロ・メロ ブルーノ・ソアレス             | 6–3, 6–3             |
| 準優勝 | 1.  | 2012年2月26日 | マルセイユ     | ハード (室内) | ジョー＝ウィルフリード・ツォンガ | ニコラ・マユ エドゥアール・ロジェ＝バセラン   | 6–3, 3–6, [6–10]     |
| 優勝   | 2.  | 2012年4月14日 | カサブランカ   | クレー        | ポール・ハンリー                 | ダニエレ・ブラッチャーリ ファビオ・フォニーニ | 7–5, 6–3             |
| 準優勝 | 2.  | 2012年7月23日 | キッツビュール | クレー        | ポール・ハンリー                 | フランティシェク・チェルマク ユリアン・ノール | 6–7(4), 6–3, [10–12] |
| 準優勝 | 3.  | 2013年4月13日 | カサブランカ   | クレー        | クリストファー・カス             | ユリアン・ノール フィリップ・ポラーシェク     | 3–6, 2–6             |
| 準優勝 | 4.  | 2017年4月16日 | ヒューストン   | クレー        | フランシス・ティアフォー         | ジュリオ・ペラルタ オラシオ・セバジョス       | 6–4, 5–7, [6–10]     |

## 成績
略語の説明
| W | F | SF | QF | #R | RR | Q# | LQ | A | Z# | PO | G | S | B | NMS | P | NH |

W=優勝, F=準優勝, SF=ベスト4, QF=ベスト8, #R=#回戦敗退, RR=ラウンドロビン敗退, Q#=予選#回戦敗退, LQ=予選敗退, A=大会不参加, Z#=デビスカップ/BJKカップ地域ゾーン, PO=デビスカップ/BJKカッププレーオフ, G=オリンピック金メダル, S=オリンピック銀メダル, B=オリンピック銅メダル, NMS=マスターズシリーズから降格, P=開催延期, NH=開催なし.
| 大会           | 2010 | 2011 | 2012 | 2013 | 2014 | 2015 | 2016 | 2017 | 2018 | 通算成績 |
| -------------- | ---- | ---- | ---- | ---- | ---- | ---- | ---- | ---- | ---- | -------- |
| 全豪オープン   | LQ   | 1R   | LQ   | LQ   | LQ   | 1R   | LQ   | 1R   | 1R   | 0–4      |
| 全仏オープン   | A    | 1R   | LQ   | A    | 1R   | LQ   | 2R   | 1R   | LQ   | 1–4      |
| ウィンブルドン | 1R   | LQ   | 1R   | 3R   | 1R   | 3R   | 2R   | 2R   | LQ   | 6–7      |
| 全米オープン   | 2R   | A    | LQ   | A    | 1R   | 1R   | 1R   | 2R   |      | 2–5      |

### 大会最高成績
| 大会                 | 成績 | 年               |
| -------------------- | ---- | ---------------- |
| ATPファイナルズ      | A    | 出場なし         |
| インディアンウェルズ | 1R   | 2011, 2015, 2017 |
| マイアミ             | 1R   | 2017             |
| モンテカルロ         | A    | 出場なし         |
| マドリード           | A    | 出場なし         |
| ローマ               | A    | 出場なし         |
| カナダ               | A    | 出場なし         |
| シンシナティ         | A    | 出場なし         |
| 上海                 | A    | 出場なし         |
| パリ                 | Q2   | 2016             |
| オリンピック         | 1R   | 2016             |
| デビスカップ         | PO   | 2015             |